# Ding Ning
Dans ce nom chinois, le nom de famille, Ding, précède le nom personnel Ning.
Ding Ning (chinois simplifié : 丁宁 ; chinois traditionnel : 丁寧 ; pinyin : Dīng Nìng) est joueuse de tennis de table chinoise née le 20 juin 1990 dans la province de Heilongjiang en Chine.

## Biographie
Le 15 février 2009, elle remporte l'Open du Koweït ITTF en simple femme en battant en finale sa compatriote Guo Yue. Elle est numéro un mondial en 2012 d'après le classement mondial ITTF de la Fédération internationale de tennis de table (ITTF).
En 2010 elle remporte l'Open du Qatar ITTF en double dames avec Liu Shiwen.
En 2011 elle obtient le titre de championne du monde à Rotterdam. Elle gagne également la Coupe du monde à Singapour, en finale face à Li Xiaoxia. 
En 2012, elle obtient la médaille d'argent en simples dames aux Jeux olympiques à Londres. 
En 2014, elle remporte à nouveau la Coupe du Monde. 
Elle remporte à nouveau le titre de championne du monde en 2015, alors qu'elle s'était blessée lors de la dernière manche en finale contre sa compatriote Liu Shiwen.
Elle remporte la médaille d'or en simples dames aux Jeux olympiques de Rio 2016, en s'imposant en finale contre Li Xiaoxia, championne olympique sortante. Ce nouveau titre, en plus de celui de championne du monde et celui de championne de la coupe du monde, lui fait remporter le Grand Chelem de tennis de table.
Elle prend sa retraite sportive en juin 2021 afin de suivre des études à l'université de Pékin.

## Style de jeu
Gauchère, elle se distingue dans tous les secteurs de jeu, particulièrement au service et en contre. Redoutable dans les longs échanges, elle est particulièrement connue pour avoir inventé un service marteau revers unique lors duquel elle s'accroupit très bas.

## Résultats et palmarès[1]
| Fédération | Compétition                      | Année | Lieu          | Pays | Simple               | Double               | Mixte           | Équipes |
| ---------- | -------------------------------- | ----- | ------------- | ---- | -------------------- | -------------------- | --------------- | ------- |
| CHN        | Championnat d'Asie ATTU          | 2009  | Lucknow       | IND  | Or                   | Or                   | Argent          | 1       |
| CHN        | Asian Cup                        | 2010  | Guangzhou     | CHN  | 2                    |                      |                 |         |
| CHN        | Asian Cup                        | 2009  | Hangzhou      | CHN  | 3                    |                      |                 |         |
| CHN        | Jeux asiatiques                  | 2010  | Guangzhou     | CHN  |                      | Argent               | Quart de finale | 1       |
| CHN        | Championnat d'Asie ATTU (junior) | 2004  | New Delhi     | IND  | Argent               |                      | Argent          | 1       |
| CHN        | Pro Tour                         | 2011  | Suzhou        | CHN  | Argent               | Argent               |                 |         |
| CHN        | Pro Tour                         | 2011  | Dubaï         | UAE  | Or                   | Quart de finale      |                 |         |
| CHN        | Pro Tour                         | 2011  | Doha          | QAT  | Argent               | Argent               |                 |         |
| CHN        | Pro Tour                         | 2011  | Sheffield     | ENG  | Or                   | Argent               |                 |         |
| CHN        | Pro Tour                         | 2010  | Suzhou        | CHN  | Demi-finale          | Argent               |                 |         |
| CHN        | Pro Tour                         | 2010  | Berlin        | GER  | Argent               | Argent               |                 |         |
| CHN        | Pro Tour                         | 2010  | Koweït        | KUW  | Quart de finale      | Argent               |                 |         |
| CHN        | Pro Tour                         | 2010  | Doha          | QAT  | Quart de finale      | Or                   |                 |         |
| CHN        | Pro Tour                         | 2009  | Sheffield     | ENG  | Quart de finale      | Quart de finale      |                 |         |
| CHN        | Pro Tour                         | 2009  | Tianjin       | CHN  | 16e de finale        | Or                   |                 |         |
| CHN        | Pro Tour                         | 2009  | Su Zhou       | CHN  | Quart de finale      | Demi-finale          |                 |         |
| CHN        | Pro Tour                         | 2009  | Doha          | QAT  | Quart de finale      | Argent               |                 |         |
| CHN        | Pro Tour                         | 2009  | Koweït        | KUW  | Or                   | Demi-finale          |                 |         |
| CHN        | Pro Tour                         | 2009  | Frederikshavn | DEN  | 16e de finale        | Or                   |                 |         |
| CHN        | Pro Tour                         | 2009  | Velenje       | SVN  | 32e de finale        | Demi-finale          |                 |         |
| CHN        | Pro Tour                         | 2008  | Shanghai      | CHN  | Demi-finale          | Quart de finale      |                 |         |
| CHN        | Pro Tour                         | 2008  | Changchun     | CHN  | 32e de finale        |                      |                 |         |
| CHN        | Pro Tour                         | 2007  | Stockholm     | SWE  | 16e de finale        | Demi-finale          |                 |         |
| CHN        | Pro Tour                         | 2007  | Brême         | GER  | Quart de finale      | Demi-finale          |                 |         |
| CHN        | Pro Tour                         | 2007  | Nankin        | CHN  | Quart de finale      | Argent               |                 |         |
| CHN        | Pro Tour                         | 2006  | Yokohama      | JPN  | Quart de finale      | 16e de finale        |                 |         |
| CHN        | Pro Tour                         | 2006  | Singapour     | SIN  | 32e de finale        | 16e de finale        |                 |         |
| CHN        | Pro Tour                         | 2005  | Göteborg      | SWE  | Demi-finale          | 16e de finale        |                 |         |
| CHN        | Pro Tour                         | 2005  | Magdebourg    | GER  | 64e de finale        |                      |                 |         |
| CHN        | Pro Tour                         | 2005  | Shenzhen      | CHN  | 16e de finale        | Quart de finale      |                 |         |
| CHN        | Pro Tour Grand Finals            | 2009  | Macao         | MAC  | Argent               | Or                   |                 |         |
| CHN        | Championnat du monde             | 2015  | Chine         | CHN  | Or                   |                      |                 |         |
| CHN        | Championnat du monde             | 2011  | Rotterdam     | NED  | Or                   | Argent               |                 |         |
| CHN        | Championnat du monde             | 2010  | Moscou        | RUS  |                      |                      |                 | 2       |
| CHN        | Championnat du monde             | 2009  | Yokohama      | JPN  | 16e de finale        | Argent               |                 |         |
| CHN        | Championnat du monde             | 2007  | Zagreb        | HRV  | Pas de participation | Pas de participation | 16e de finale   |         |
| CHN        | Championnat du monde jeunesse    | 2005  | Linz          | AUT  | Or                   | Or                   | Quart de finale | 1       |
| CHN        | WTC-World Team Cup               | 2010  | Dubaï         | UAE  |                      |                      |                 | 1       |
| CHN        | WTC-World Team Cup               | 2009  | Linz          | AUT  | 1                    |                      |                 |         |